# На ивици
На ивици (енг.The Edge) је Америчка скеч комедија чији је творац Давид Миркин која је емитована на FOX Network-у од 1992. до 1993. Давид Миркин, писац и продуцент серије Симпсонови, такође је направио серију за Џули Браун под називом The Julie Show. Бил Пламптонови цртани филмови су коришћени између скечева. Музику су написали Стив Хамптон, Стивен Гразиано, Б. Ц. Смит и Кристофер Тинг, међу осталима.
У скоро свакој епизоди серије главни ликови би били поубијани на различите начине пре прве паузе за рекламе. Такође једна занимљива ствар у серији је била анимација Била Пламптона која се појављује између скечева. У питању је човек који изводи грозне неизводљиве ствари док се публика смеје.
Серија је позната по покретању каријера комичарке Џули Браун, глумаца Том Кени (Сунђер Боб Коцкалоне), Џенифер Анистон (Пријатељи), и Вејн Најт (Трећи камен од сунца).
У Србији ова серија се приказује на телевизији Б92.